# 교통지리학

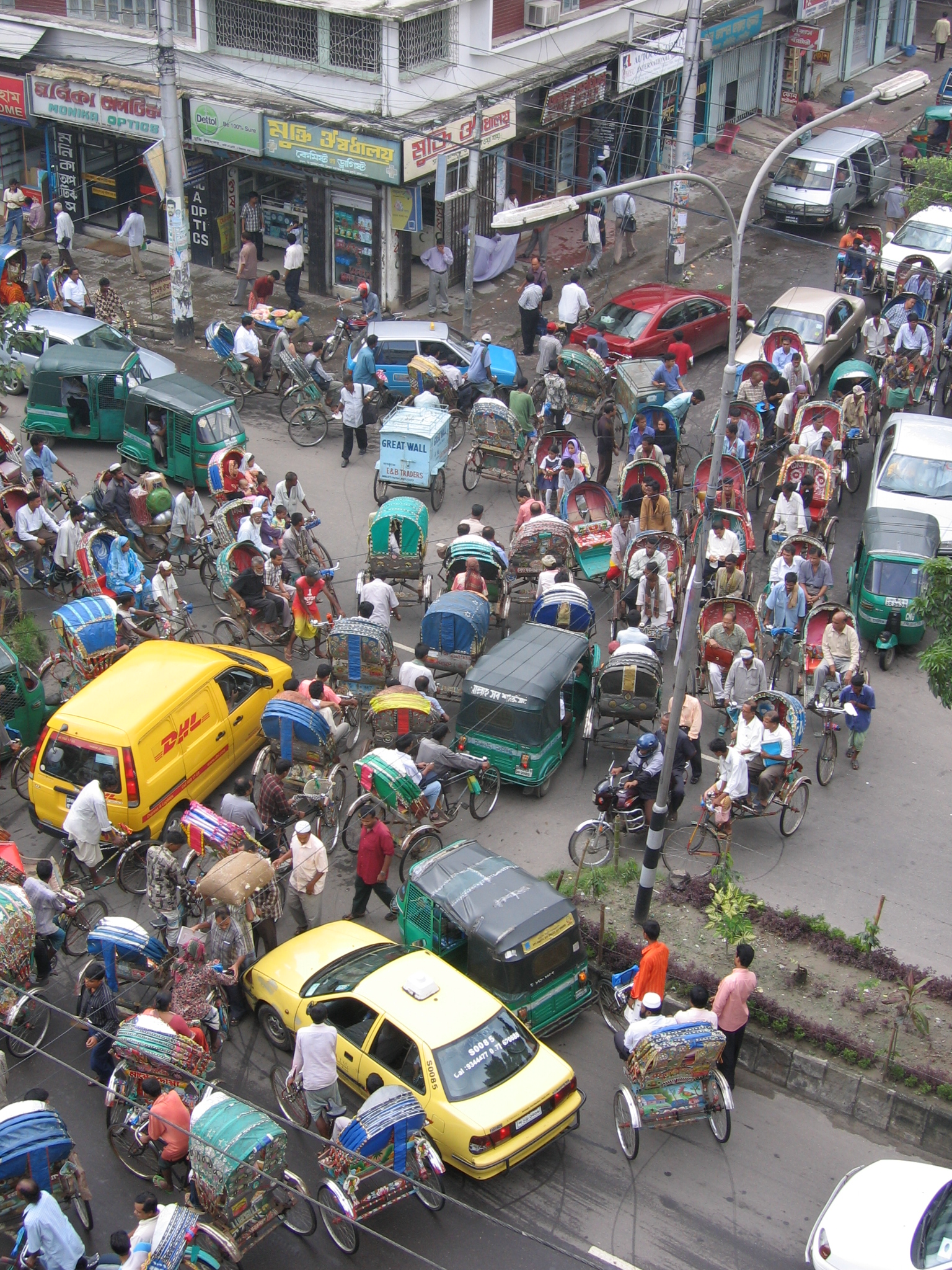
다카의 공간적 상호작용

교통지리학([交通地理學) 또는 운송지리학은 지구 표면의 사람, 상품 및 정보 간의 이동과 연결을 조사하는 지리학의 한 분야이다.

## 목표와 범위
교통지리학은 위치, 물질, 형태, 기능 및 발생과 관련하여 지구 표면의 운송 공간을 감지, 설명 및 설명한다. 또한 교통이 토지 이용, '피복 패턴'으로 알려진 지구 표면의 물리적 물질 패턴 및 환경 변화와 같은 기타 공간 과정에 미치는 영향을 조사한다. 또한 교통, 도시, 지역 계획에도 기여한다.
교통은 교환이라는 경제 활동의 기본이다. 따라서 운송 지리와 경제 지리는 크게 상호 연관되어 있다. 가장 기본적인 수준에서 인간은 걷기를 통해 움직이고 서로 상호 작용하지만, 교통지리학은 일반적으로 대중 교통, 개인용 자동차, 자전거, 화물 철도, 인터넷, 비행기 등을 아우른다. 이러한 시스템은 점점 더 도시적인 성격을 띠고 있다. 따라서 교통과 도시 지리는 밀접하게 얽혀 있다. 도시는 이동에 의해 촉진되는 교환과 상호작용의 유형에 따라 매우 많은 형태를 취하고 실제로 창조된다. 19세기 이후 점점 더 교통은 도시, 국가 또는 기업이 다양한 공간과 맥락에서 서로 경쟁하는 방식으로 간주된다.

## 같이 보기
- 경제학
- 인문지리학
- 교통